# 云竹水库
云竹水库是中国山西省晋中市榆社县境内的一座水库，位于云竹河上，建于1960年。水库正常库容为4020万立方米，集雨面积为323平方千米，海拔为1024米。